# Inazuma Eleven (mangá)
Inazuma Eleven (イナズマイレブン, Inazuma Irebun, lit. "Os Onze Relâmpagos"), conhecido como Super Onze no Brasil, é uma série de anime e mangá baseado na serie de jogos de mesmo nome da Level-5 
O mangá foi escrito e ilustrado por Tenya Yabuno e é publicado pela Shogakukan na CoroCoro Comic desde junho de 2008. A série de mangá ganhou o Prêmio de Mangá Kōdansha de 2010 na categoria "melhor mangá infantil".
Uma série de televisão de anime baseado no mangá foi ao ar na TV Tokyo rede a partir de 5 de outubro de 2008 até 27 de abril de 2011 sobre direção de Katsuhito Akiyama. A série foi produzida pela Level-5 em conjunto com a TV Tokyo e Oriental Light and Magic.
A segunda geração do anime estreou em 4 de maio de 2011 com o nome de Inazuma Eleven Go, ainda com direção de Katsuhito Akiyama. A nova geração se passa 10 anos após o fim da série original.
A terceira geração do anime intitulada Inazuma Eleven Go 2: Chrono Stone foi estreada em 18 de abril de 2012, com o protagonista Tenma Matsukaze, que também continua a quarta geração, em Inazuma Eleven Galaxy.

## Enredo
Endou Mamoru (Satoru Endo na versão brasileira e Mark Evans na versão portuguesa), é um goleiro muito talentoso, neto de Daisuke Endo (David Evans na versão portuguesa), um dos melhores goleiros no Japão que morreu antes de ele nascer. Endou montava um time de futebol em sua escola, a Raimon para que assim pudessem entrar no Campeonato Futebol Fronteira (Campeonato Football Frontier na versão portuguesa) até um misterioso atacante chamado Shuya Goenji (Axel Blaze na versão portuguesa) se mudar para a sua escola. Goenji se recusa a entrar no time de Endou, pois havia deixado o futebol após sua irmã mais nova sofrer um acidente durante um jogo.
Logo após Endou formar um time de 11 jogadores, eles tem seu primeiro jogo contra o Instituto Imperial (Royal Academy na versão portuguesa), liderado por Yuuto Kidou (Jude Sharp na versão portuguesa) e dirigido pelo perverso Kageyama (Dark na versão portuguesa). No jogo Endou e seu time são duramente massacrados pelos jogadores do Instituto Imperial pelo fato de não serem tão fortes em relação a eles. Neste mesmo tempo Goenji entra no jogo e consegue fazer um gol com seu poderoso chute Furacão de Fogo (Fire Tornado na versão portuguesa) ao mesmo tempo que Endou faz uma defesa com a Mão Fantasma (God Hand na versão portuguesa).
Após o jogo, o time passa a treinar suas técnicas com poderes ao mesmo tempo que vão enfrentando cada vez mais times de outras escolas do estado. E logo após vencerem todos os times estaduais eles reenfrentam o Instituto Imperial. No jogo, Kageyama sabota o estádio para que o teto caia e acabe com o time, mas por instrução de Kidou, para que o time não se mova no momento do início da partida, eles não recebem nenhum dano. Kageyama logo é preso pelo detetive Onigawara Gengorou (Gregory Smith na versão portuguesa), um amigo e grande fã dos jogadores da Escola Raimon. Mas Kageyama é logo liberado por falta de provas sobre a acusação do atentado. Os Super Onze logo tem seu jogo contra o Instituto Imperial e os vencem indo juntos para o Futebol Fronteira Nacional.
Em uma das partidas, o Instituto Imperial enfrenta o Colégio Zeus, que estava sob a direção de Kageyama, todos os jogadores do time acabam se ferindo durante a partida (mesmo Kidou que não estava presente) e vão para o hospital. Kidou logo decide se transferir para a Escola Raimon e se juntar com os Super Onze para derrotarem o Colégio Zeus. O time vai enfrentando e vencendo os outros colégios até chegarem ao Zeus. Endou vendo que sua Mão Fantasma não conseguia defender os chutes do Colégio Zeus, decide aprender uma técnica mais poderosa: A Mão Demoníaca (Majin The Hand na versão portuguesa). No meio da partida, Endou, com muito esforço, consegue realizar essa técnica e defende todos os chutes do colégio Zeus. Os Super Onze então conseguem a virada da partida que o colégio Zeus até então estava ganhando, fazendo Kageyama ir para a cadeia e ganhando o Futebol Fronteira.

## Escola Raimon
A Escola Raimon é o local em que Endo e seu time estuda, representando o seu colégio em torneios estaduais e nacionais de Futebol, em  seu mais conhecido o Futebol Fronteira. O Colégio possui 3 andares e uma  biblioteca muito grande. Além de uma quadra de futebol em que são realizados treinos e até jogos. Como por exemplo o jogo, logo no começo da primeira temporada, entre a Escola Raimon e o Instituto Imperial.
Elenco
| 1  | Endo Mamoru (C)       | Goleiro  | 14 | Yuuto Kido           | Meia     |
| 2  | Ichirota Kazemaru     | Lateral  | 16 | Kazuya Ichinose      | Meia     |
| 3  | Heigoro Kabeyama      | Zagueiro | 21 | Yamino Kageto        | Atacante |
| 4  | Jim Kageno (Sombra)   | Zagueiro | 1  | Yuki Tachimukai(T)   | Goleiro  |
| 5  | Teppei Kurimatsu      | Lateral  | 4  | Jousuke Tsunami(T)   | Zagueiro |
| 6  | Shinichi Handa        | Volante  | 6  | Yuuya Kogure(T)      | Lateral  |
| 7  | Ayumu Shorinji        | Meia     | 7  | Rika Urabe(T)        | Atacante |
| 8  | Sakichi Shido         | Meia     | 8  | Zaizen Touko(T)      | Volante  |
| 9  | Kuusuke Matsuno (Max) | Meia     | 9  | Atsuya/Fubuki (D)(T) | Atacante |
| 9  | Shiro Fubuki (D) (T)  | Zagueiro | 11 | Afuro Aphrodi(T)     | Atacante |
| 10 | Shuuya Goenji         | Atacante | 76 | Masashi Nakatani     | Atacante |
| 11 | Ryuugo Someoka        | Atacante | 88 | Goro Tamano (M)      | Volante  |
| -- | --------------------- | -------- | -- | -------------------- | -------- |
| 11 | Utsonomya Toramaru    | Atacante |    |                      |          |
| 12 | Megane (Quatro olhos) | Atacante |    |                      |          |
| 13 | Asuka Domon           | Zagueiro |    |                      |          |

## No Brasil
No Brasil, o anime estreou na RedeTV! dia 7 de junho de 2010 dentro do bloco TV Kids, onde permaneceu em exibição até 2012 com apenas os primeiros 78 episódios dublados. Em outubro de 2013 a Editora JBC lançou o mangá em formatinho, semelhante a outras revistas em quadrinhos infantis., totalizando 34 volumes publicados entre outubro de 2013 e janeiro de 2015. Em dezembro de 2014, o anime estreou na plataforma de streaming Netflix. Em 5 de novembro de 2018, a série estreou na Rede Bandeirantes, dentro do bloco Verão Animado (que com o fim do Horário de Verão em Abril, mudou de nome para Mundo Animado), e posteriormente no Band Kids, reprisando os mesmos episódios transmitidos pela RedeTV!.
Atualmente é exibida na plataforma de streaming Pluto TV no canal Pluto TV Anime.

## Em Portugal
A série estreou no Panda Biggs em 2010, enquanto a última temporada foi exibida em julho de 2014 no mesmo canal como Biggs.

## Temporadas

### Inazuma Eleven (Primeira Geração)
| Saga                                                    | Notas |
| ------------------------------------------------------- | --- |
| Torneio Futebol Fronteira                               | Torneio Futebol Fronteira é a primeira temporada do anime Super Onze estreou em 5 de outubro de 2008, e narra a história de Endou Mamoru e o time da escola Raimon, para ganharem o Torneio Futebol Fronteira, e se tornarem o melhor time de futebol do Japão. |
| Instituto Alien                                         | Instituto Alien é a segunda temporada do anime Super Onze estreou em dezembro de 2008 e narra a história do time Raimon para se tornarem o melhor time de futebol de todos, mas antes disso eles tem a difícil missão de derrotar o Instituto Alien uma escola formada por Extraterrestres que pretendem dominar a Terra. Nessa temporada, novas escolas e antigos colégios são mencionados, acabam tendo outros novos integrantes na Raimon. |
| Soldados Elite                                          | Soldados Elite é a terceira temporada do anime Super Onze estreou em março de 2009, agora a Raimon tem que derrotar os Soldados Elite do Instituto Alien, formadas por três times de futebol, a Pó de Diamante, Prominence e Gênesis. Goenji volta para o time e novas provações aparecem. |
| Torneio Futebol Fronteira Internacional (Etapa Àsia)    | Torneio Futebol Fronteira Internacional (Etapa Ásia) é a quarta temporada do anime Super Onze estreou em novembro de 2009, logo após derrotarem o Instituto Alien, Endou e seus amigos se preparam para tentaram representar o Japão no Torneio Futebol Fronteira Internacional (Etapa Ásia) como o time Inazuma Japan, e agora temos novos jogadores e um novo treinador. |
| Torneio Futebol Fronteira Internacional (Etapa Mundial) | Torneio Futebol Fronteira Internacional (Etapa Mundial) é a quinta temporada do anime Super Onze estreou em abril de 2010, agora classificados para o Torneio Futebol Fronteira Internacional (Etapa Mundial), o Inazuma Japan terá que enfrentar novos desafios para se tornarem o melhor time de futebol de todos. Nessa temporada Kageyama retorna de aparência diferente, e a verdade sobre Fuyuka é revelada. |
| Torneio Futebol Fronteira Internacional (FINAIS)        | Copa do Mundo (FINAIS) é a sexta e última temporada da primeira geração do anime Super Onze, estreou em julho de 2010, e narra os acontecimentos das finais Copa do Mundo, mas antes disso o Inazuma Japan terá que enfrentar os Mensageiros Do Céu que sequestram Rika para sacrificá-la, e o Exército de Demônios Z que sequestram Haruna com o mesmo propósito dos Mensageiros Do Céu. O verdadeiro chefe de Kageyama, Garshield aparece e os planos para adotar o plano RH tem início. Nessa temporada aparece o duelo final contra Mamoru e Daisuke, avô e neto. |

### Inazuma Eleven Go (Segunda Geração)
| Saga                                    | Notas |
| --------------------------------------- | --- |
| Inazuma Eleven GO (Eleven Fight)        | Inazuma Eleven GO (Eleven Fight) é a sétima temporada ao todo do anime e primeira temporada da segunda geração e estreou em 4 de maio de 2011. A história se passa 10 anos após o torneio da FFI, o futebol mudou completamente, que agora é controlada pelo Quinto Setor em tempos sombrios. O futebol não faz mais sentido, no entanto, um jovem de Okinawa, Matsukaze Tenma se mudou para Tokyo, onde ele fará parte da Raimon. |
| Campeonato Nacional Holy Road           | Campeonato Nacional Holy Road é a oitava temporada ao todo do anime e segunda temporada da segunda geração e estreou em 7 de setembro de 2011. A história conta os acontecimentos finais do torneio Holy Road. Ainda nesse arco é revelada a existêcia de uma resistência contra o 5.º setor, criado por Yuuto Kido, Seichiro Raimon, pai de Natsumi (que atualmente é esposa de Endo), Seigou Hibiki e Kudou. Kido se une a Endo para apoiar a Raimon depois da vitória contra a Kaiou. Nessa temporada um de seus colegas aparecerá em outra escola. |
| Finais do Campeonato Nacional Holy Road | Finais do Campeonato Nacional Holy Road é nona temporada do anime e a terceira e última temporada do anime "Inazuma Eleven Go" estreou em 4 de janeiro de 2012. Agora Matsukaze Tenma vai para as finais do Holy Road, para um grande desafio. |

### Inazuma Eleven Go 2: Chrono Stone (Terceira Geração)
| Saga                            | Notas |
| ------------------------------- | --- |
| Chrono Stone                    | Chrono Stone é a decima temporada e primeira do anime "Inazuma Eleven Go 2: Chrono Stone" estreado em 4 de abril de 2012. Matsukaze Tenma descobre que viajou no tempo, então percebe que a Raimon não é mais a Raimon que costumava se lembrar, e os membros não jogam mais futebol. Ele então percebe que está em um mundo paralelo, quando Alpha, o capitão e atacante do time Protocol Omega aparece na sua frente. Ele tem como companheiros os amigos Fey Rune, um menino que veio do futuro e Clark "Wandaba" Wandabatto, um andróide na forma de um urso de pelúcia. |
| A Busca pelos Onze Supremos     | A busca dos Onze Supremos é a décima primeira temporada e segunda do anime "Inazuma Eleven Go 2: Chrono Stone" em que os onze da Raimon vão em busca dos onze com a ajuda de Daisuke na forma de Chrono Stone. Outros novos membros entram na Raimon como Taiyou Amemiya, ex-capitão do Arakumo, Tobu, membro da pré-história que se junta a Raimon e possui a capacidade de falar com dinossauros, Nanobana Kinako, Shuu, antigo membro do Ancient Dark e que ajuda Tenma no modo armadura, e Hakuryuu, antigo membro do Shinning Unlimited e Zero que se junta a Tenma em uma partida amistosa em que os componentes do Danball Senki W aparecem, causando um paradoxo na linha temporal. |
| Raimon VS Second Stage Children | Raimon VS Second Stage Children é a décima segunda temporada e terceira do anime "Inazuma Eleven Go 2: Chrono Stone" em que os onze da Raimon fazem uma aliança com o El Dourado para confrontar o Second Stage Children e seu líder é Saru. Conta com a traição de Fey, a atuação de Zanark no time de Saru e depois volta para o El Dourado jogando na Raimon e do paradeiro dos pais de Fey (Nanobana Kinako e Asurei Rune). Fey salva Satoru Endo das mãos do Second Stage Children para ter uma última partida contra Saru. |

### Inazuma Eleven Go 3 Galaxy (Quarta Geração)
| Saga             | Notas |
| Etapa Ásia       | Etapa Ásia é a décima terceira e quarta do anime "Inazuma Eleven Go 3: Galaxy" em que oito integrantes do Shinsei Inazuma Japan são trocados, Hayato Matatagi, velocista, Sakura Nozaki, integrante de ginástica rítmica, Ryuji Kusaka, um brigão de rua que possui uma personalidade agressiva, Shin Tetsukado, ex-boxeador, Ibuki Munemasa, um jogador de basquete, Konoha Morimura, uma garota de estatura mínima, tímida e assustada, Jinchiro Manabe e Kazuto Minaho, dois garotos com grande inteligência e não possuem uma grande vocação para o futebol. |
| Viagem ao espaço | Décima quarta temporada do anime. Com o fim da etapa Ásia, Tenma e cia viaja para o espaço para não perder o planeta Terra. Possível volta de Shinsuke e de alguns membros da Raimon e outros times e estreia de Zanakurou Ishikawa, um jovem nobre de boas maneiras que possa possuir alguma relação com Zanark Abalonic, formando o Earth Eleven. |
| A Batalha Final  | Décima quinta e última temporada do anime. Depois de reunir os quatro fragmentos com a ajuda de Katora Paige que se comunicava com Tenma, o Tsurugi falso que se infiltrou no Earth Eleven, rouba os fragmentos e sequestra Potomuri depois de sair da forma de Mizukawa e é forçado por Ozrock a criar o aparelho para eliminar o buraco negro que aflige Pharamobius. O verdadeiro Tsurugi é libertado junto de Lalaya em que enfrenta Tenma representando o Pharandite. Depois de Tenma derrotar Tsurugi, eles tem de enfrentar o gigantesco ódio comandado por Ozrock e seu time Ixal Fleet. Aqueles que enfrentaram o Earth Eleven no destino do espaço ajuda Tenma e cia na batalha contra Ozrock. Depois de derrotar Ozrock, o Earth Eleven conseguem salvar o espaço com a máquina criada por Potomuri e deixa o corpo de Mizukawa. Os seres que ajudaram Tenma viaja pelo espaço junto do Earth Eleven onde cada um volta para seu respectivo planeta. |

### Inazuma Eleven Ares no Tenbin (Quinta Geração)
| Saga                    | Notas |
| O novo desafio de Asuto | A história gira em torno de Asuto Inamori, que ama o futebol, entretanto, o campo onde eles costumam jogar na ilha é tirado. O pior não é só apenas isso, como também Asuto perde a mãe por causa de falecimento. Asuto e seu grupo se ingressam na Raimon, onde lá sofrem a primeira derrota da Seishou Gakuen. |

## Os Lendários Super Onze
Os Lendários Super Onze foi o melhor time de futebol que existiu naquela época. Endo se inspira nos integrantes dessa consagrada e respeitada equipe de futebol, na qual o seu avô era o representante do time e vencera muitos jogos ao lado de sua equipe. Mas, após um acidente, causado pelo diretor do  Instituto Imperial, o time Super Onze acabou se desfazendo. Contudo, Endo acredita que algum dia possa superar os Lendários Super Onze com o seu time, Raimon e o Inazuma Japão.

## Campeonatos
Futebol Fronteira Internacional: é um Campeonato Juvenil Internacional, onde apenas as 10 melhores seleções do mundo estão participando. Inazuma Japan é a equipe de Endo, e a maioria da equipe Raimon com outros amigos estão representando seu país, Japão.
Antes de chegar ao Mundial, as 10 melhores seleções terão que passar pelas Preliminares e Eliminatórias do campeonato.
Alguns países participantes: Brasil, Inglaterra, Japão (Seleção de Endo), Itália, Congo, Argentina, entre outros.

## Daisuke Endou
Daisuke Endou é o treinador dos Lendários Inazuma Eleven. Ele é admirado por seu neto, Satoru Endo (ou Endou Mamoru, no Japão), que se inspira nele, como Capitão dos Inazuma Eleven, e acredita que um dia seu time será igual ao que comandava Daisuke. Endo achava que Daisuke estava morto, pois era a história que todos contavam, mas Daisuke reaparece na final do campeonato Futebol Fronteira Internacional, como treinador da seleção do Catar, um país fictício, para a surpresa de todos.